# Nesiota elliptica
A Nesiota elliptica a rózsavirágúak (Rosales) rendjébe, ezen belül a bengefélék (Rhamnaceae) családjába tartozó kihalt faj.
Nemzetségének az egyetlen faja.

## Előfordulása
A Nesiota elliptica az Atlanti-óceánban lévő Szent Ilona sziget 51 endemikus növényének volt az egyike. A vadonból már 1994-ben kihalt, de ültetve más helyeken még létezett. De a fogságban tartott példányok sem tudták túlélni az őket érintő gombásfertősézst, ílymódon e növényfaj utolsó egyede 2003 decemberében pusztult el.
Természetes körülmények között, a sziget magasabban fekvő, nedvesebb részeit kedvelte.

## Megjelenése
Ez a növény 5-6 méter magas cserje volt. Levelei sötétszürkék voltak; a fiatalokoat fehéér szőrzet borította. A kis, rózsaszín virágai júniustól egészen októberig nyíltak. Ezeket elfásult termések követték; bennük háromszög alakú magokkal.